# Kettenstopper
Der Kettenstopper oder Kettenkneifer ist eine Ankerhalteeinrichtung zwischen Ankerwinde und Ankerklüse, die die Kette mit dem Anker fixiert.
Um die Ankerwinde von der Zugkraft der Ankerkette beim Ankern zu entlasten, kann die Ankerkette mit Anker von einem Kettenstopper gehalten werden. Die Kette ist dann festgesetzt und die Ankerwinde kann entlastet werden.

## Bauarten
Der Kettenstopper kann verschieden konstruiert sein. Die gebräuchlichsten Ausführungen sind:
- Bild Nr. 1: Der Hebelkettenstopper ist eine mit dem Unterteil am Deck befestigte Vorrichtung, durch die die Kette läuft, an dem ein durch ein Scharnier am Unterteil befestigtes Oberteil über die Kette gelegt wird um sie geeignet zu sichern.
- Bild Nr. 2: Beim Spindelkettenstopper wird durch das Zusammendrehen zweier beweglicher Klemmbacken mittels einer Spindel das Bekneifen eines Kettengliedes der Ankerkette bewirkt.
- Bild Nr. 3: Geeignete Metallkonstruktionen und Sicherungen mittels Spannschrauben.
- Bild Nr. 4: Das Festsetzen der Kette durch Einhaken einer Klaue oder Hakens.

Kettenstopper werden in der Regel für 80 % der Kettenbruchlast ausgelegt. Ob ein Kettenstopper erforderlich ist, hängt von unterschiedlichen Faktoren ab (z. B. Schiffskonstruktion, max. Bremsmoment der Ankerwinde, Kettengröße).
Als Kettenstopper wird im seemännischen Sprachgebrauch ebenfalls ein Kettenende mit einer eingespleißten kurzen Leine zum kurzzeitigen Abstoppen einer Stahldrahtleine während des Festmachevorganges eines Schiffes bezeichnet.

## Bilder zur Erläuterung

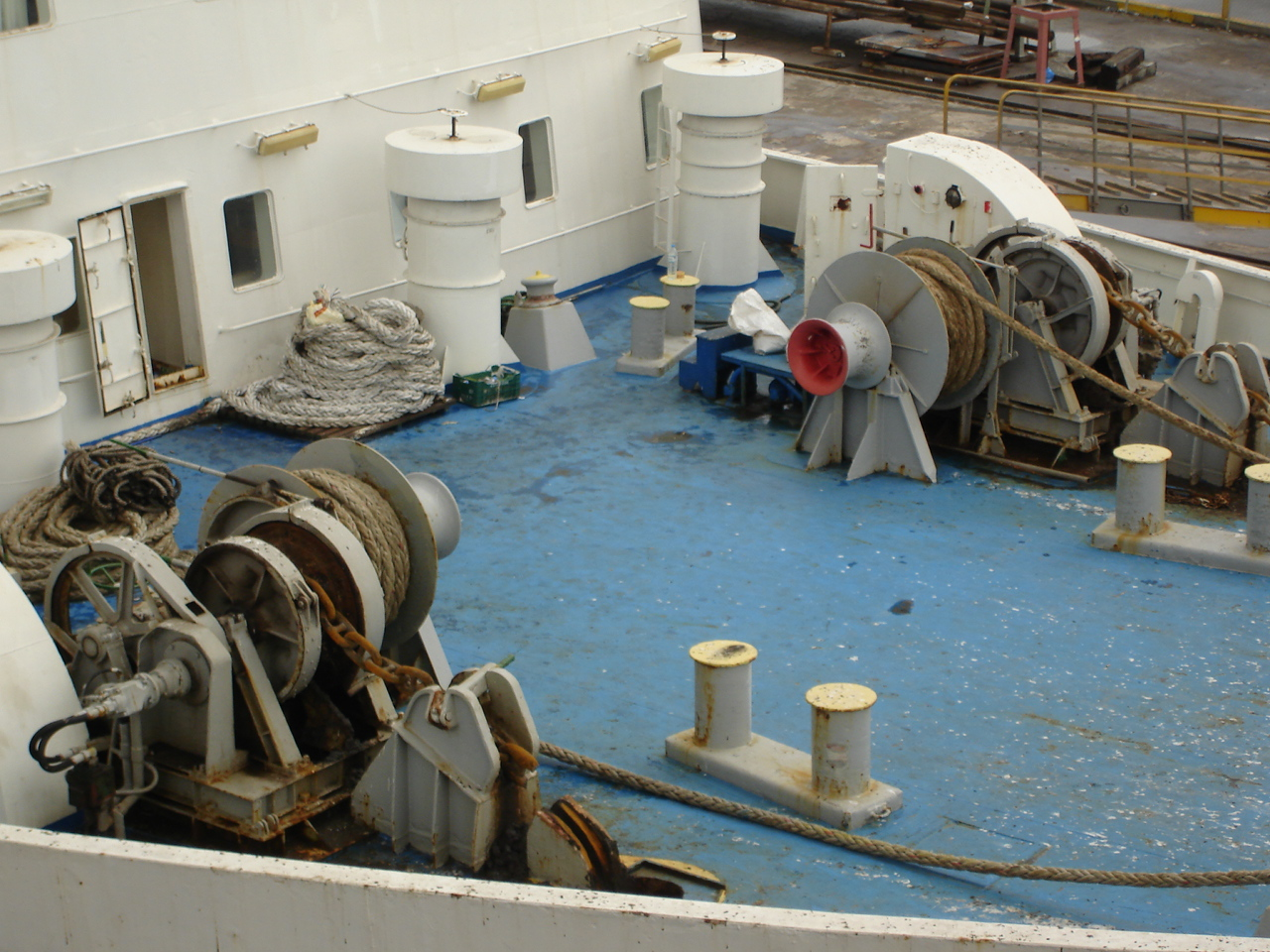
Bild Nr. 1, Hebelkettenstopper
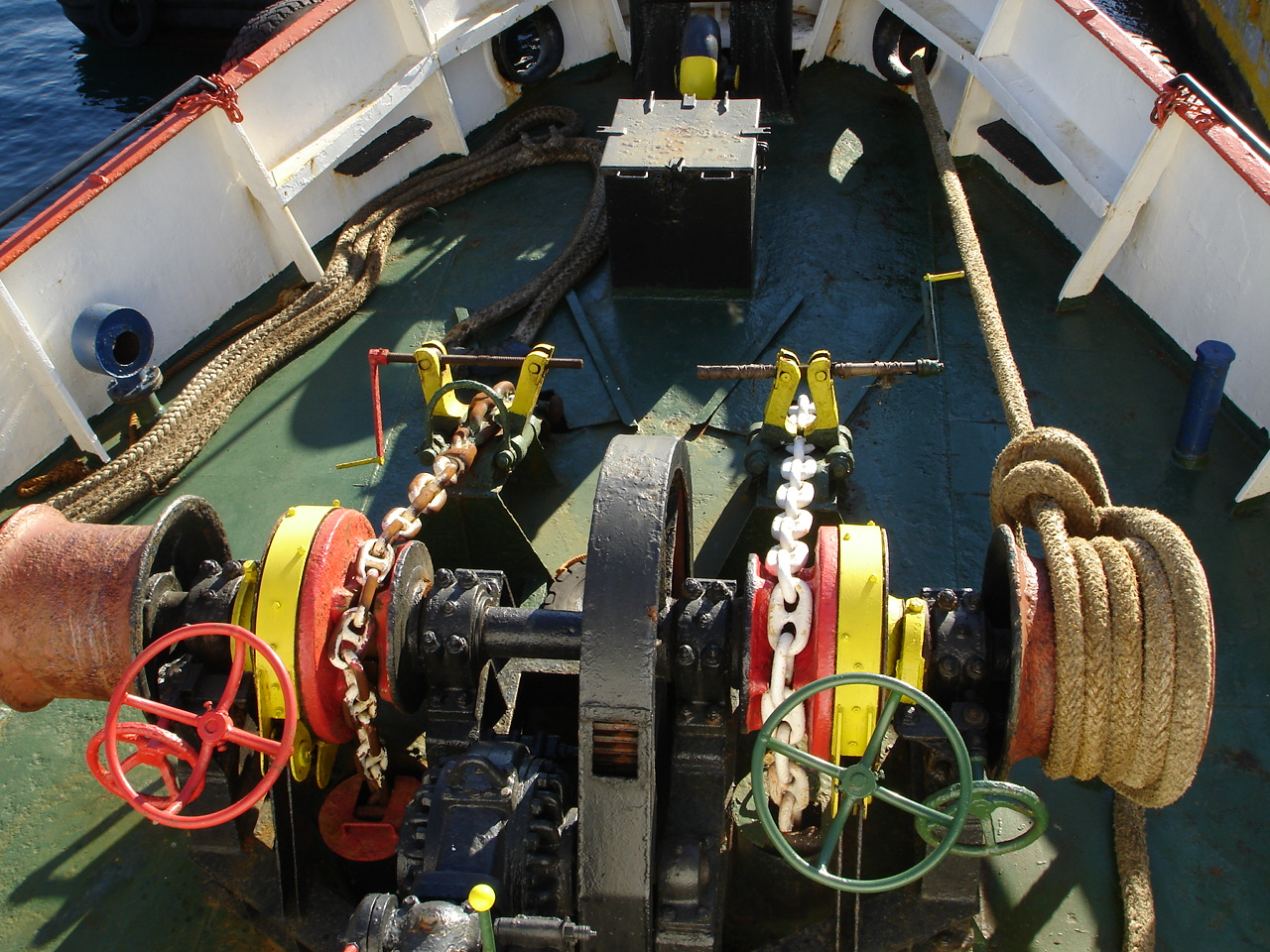
Bild Nr. 2, Spindelkettenstopper
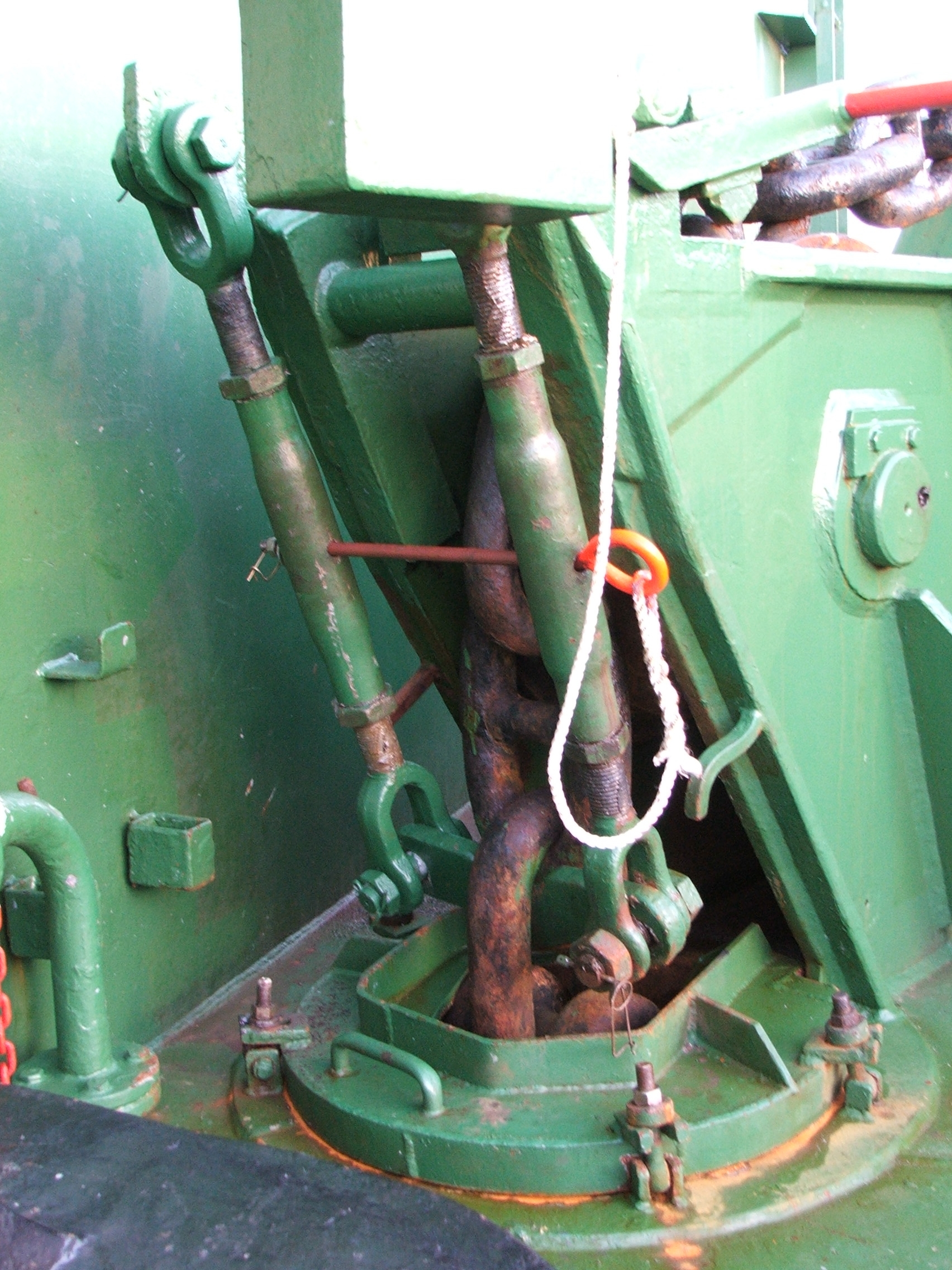
Bild Nr. 3, Ankerhalteeinrichtung an Bord eines Containerschiffs mittels Spannschrauben
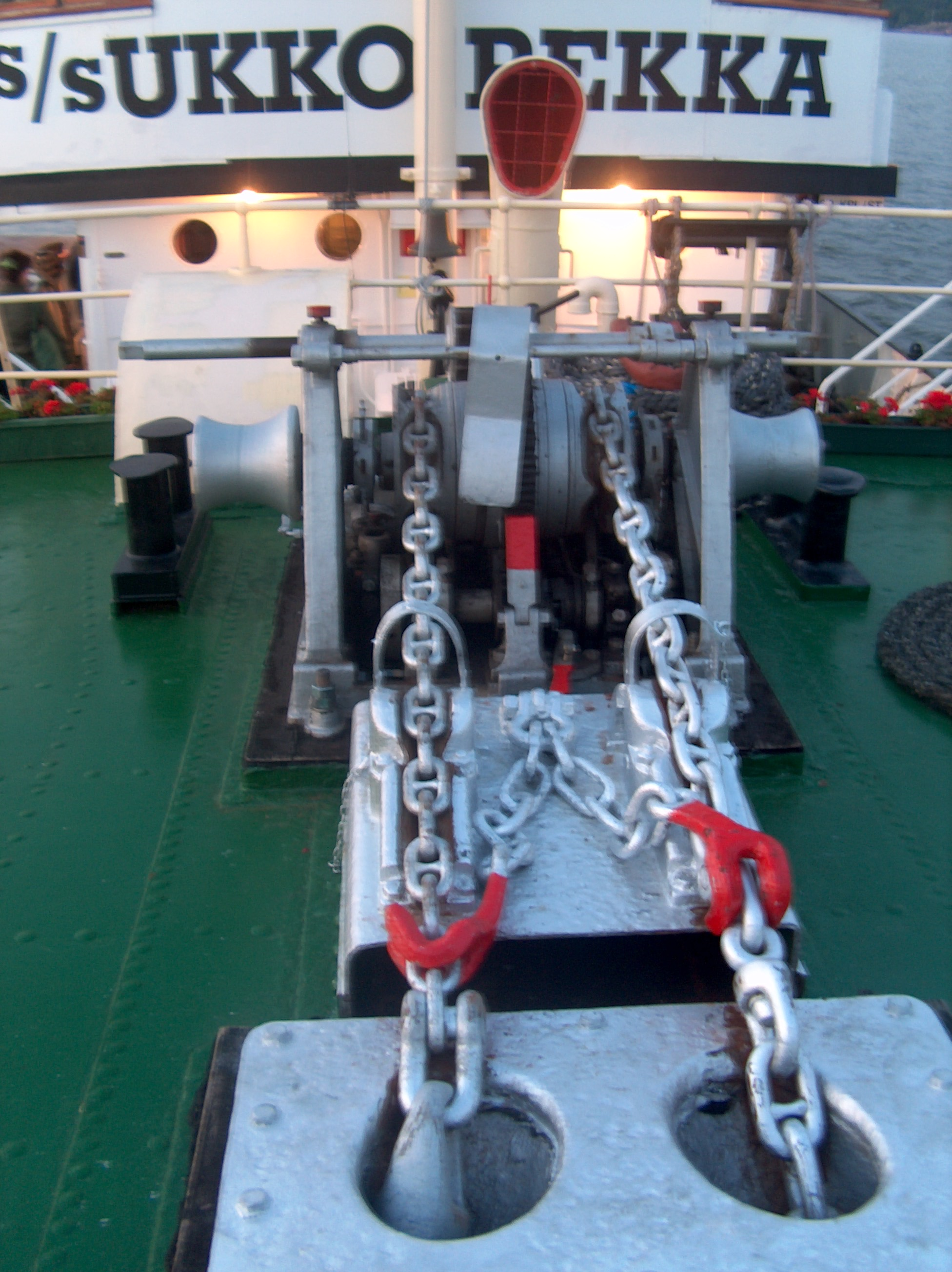
Bild Nr. 4, Klauensicherung